# امیل وولف
امیل وولف (انگلیسی: Emil Wolf؛ زاده ۳۰ ژوئیهٔ ۱۹۲۲) یک دانشمند اهل ایالات متحده آمریکا است.